# Priceville
Pour l’article homonyme, voir Priceville (Alabama).
Priceville est une ville située dans le Comté de Grey en l'Ontario au Canada.